# La Tradition symphonique
Albums de Tri Yann et l'Orchestre national des Pays de la Loire
La Veillée du troisième millénaire Le Pélégrin
La Tradition symphonique est le troisième album live du groupe Tri Yann, sorti en 1998. Cet album est paru après la première série de concerts de Tri Yann avec l'Orchestre national des Pays de la Loire (ONPL). Le titre La Brière : Le printemps est une composition de Paul Ladmirault ; le titre Marine a été composé par Joseph-Guy Ropartz.

## Titres
| No  | Titre                                      | Durée |
| --- | ------------------------------------------ | ----- |
| 1.  | Kan An Alarc'h                             | 3:46  |
| 2.  | La Délivrance                              | 4:59  |
| 3.  | Aloïda                                     | 4:26  |
| 4.  | La Brière : le printemps (Paul Ladmirault) | 2:23  |
| 5.  | La Ballade du Cheval Mallet                | 5:09  |
| 6.  | An Distro euz a vro-zaoz                   | 6:24  |
| 7.  | Si mort a mors                             | 3:28  |
| 8.  | Bro Gozh ma Zadou                          | 5:44  |
| 9.  | Le plus dur métier                         | 3:31  |
| 10. | Le Soleil est noir                         | 5:26  |
| 11. | Kan Bale ar re Varo                        | 7:11  |
| 12. | Marine                                     | 2:40  |
| 13. | Les Pailles d'or brisées                   | 3:52  |
| 14. | An heol a zo glaz                          | 16:01 |

## Musiciens
- Tri Yann
  - Jean Chocun: chant, guitare acoustique, mandoline, dulcimer électrique
  - Jean-Paul Corbineau : chant, guitare acoustique
  - Jean-Louis Jossic : chant, bombarde, chalémie, cromorne ténor, psaltérion
  - Gérard Goron : chant, batterie, mandoloncelle
  - Louis-Marie Séveno : chant, basse, violon, rebec, tin whistle
  - Jean-Luc Chevalier : guitare acoustique et électrique
  - Christophe Le Helley : chant, veuze, flûte, cromorne soprano, claviers, harpe bardique
- Orchestre National des Pays de la Loire sous la direction d'Hubert Soudant
- Bruno Sabathé (invité) : claviers